# 1916 en mathématiques
| Années des mathématiques : 1913 - 1914 - 1915 - 1916 - 1917 - 1918 - 1919    |
| Décennies des mathématiques : 1880 - 1890 - 1900 - 1910 - 1920 - 1930 - 1940 |

Cet article présente les faits marquants de l'année 1916 en mathématiques.

## Évènements
- Le mathématicien allemand Ludwig Bieberbach formule la conjecture de Bieberbach démontrée en 1984 par Louis de Branges de Bourcia[1].
- Le mathématicien polonais Waclaw Sierpiński propose une fractale obtenue à partir d'un carré, le tapis de Sierpiński[2].

## Naissances
- 9 janvier : Peter Twinn (mort en 2004), mathématicien et cryptanalyste britannique.
- 10 janvier : Vicente Ferreira da Silva (mort en 1963), philosophe et mathématicien brésilien.
- 1er février : George Mackey (mort en 2006), mathématicien américain.
- 10 février : Louis Guttman (mort en 1987), mathématicien, statisticien et chercheur en évaluation sociale et psychologique israélien.
- 14 février : Marc Zamansky (mort en 1996), mathématicien français.
- 3 mars : Paul Halmos (mort en 2006), mathématicien américain.
- 4 avril : Gishirō Maruyama (mort en 1986), mathématicien japonais.
- 3 mai : Aryeh Dvoretzky (mort en 2008), mathématicien israélien d'origine russe.
- 22 mai : Albrecht Fröhlich (mort en 2001), mathématicien britannique d'origine allemande.
- 7 juillet : Chia-Chiao Lin (mort en 2013), mathématicien et physicien chinois naturalisé américain.
- 30 septembre :
  - Richard Guy, mathématicien britannique.
  - Arthur Harold Stone (mort en 2000), mathématicien britannique.
- 22 octobre :
  - Jacques Deny (mort en 2016), mathématicien français.
  - Nathan Fine (mort en 1994), mathématicien américain.
- 2 novembre : Adriaan van Wijngaarden (mort en 1987), mathématicien et informaticien néerlandais.
- 5 novembre : Edmund Hlawka (mort en 2009), mathématicien autrichien.
- 14 novembre : Roger Apéry (mort en 1994), mathématicien français d'origine grecque.
- 6 décembre : John L. Kelley (mort en 1999), mathématicien américain.

## Décès

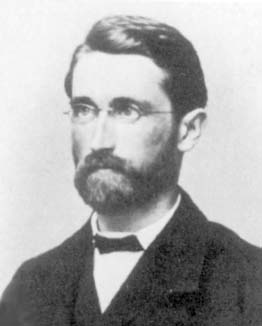
Richard Dedekind

- 12 janvier : Léon Autonne (né en 1859), ingénieur et mathématicien français.
- 12 février : Richard Dedekind (né en 1831), mathématicien allemand.
- 6 mars : James Key Caird (né en 1837), entrepreneur, mathématicien et mécène philanthrope écossais.
- 29 avril : Jørgen Pedersen Gram (né en 1850), mathématicien danois.
- 6 juillet : Charles Paul Narcisse Moreau (né en 1837), militaire et mathématicien français.
- 14 septembre : José de Echegaray (né en 1832), mathématicien espagnol.
- Luigi Perozzo (né en 1856), mathématicien et statisticien italien.